# Patrik Andrisík
Patrik Andrisík (* 19. Februar 2003 in Ilava) ist ein slowakischer Eishockeytorwart.

## Karriere
Nachdem er in der Jugend unter anderem für den MŠK Púchov, für Tappara sowie für den Schwenninger ERC und die Jungadler Mannheim gespielt hatte, absolvierte er in der Saison 2021/22 seine ersten Spiele im Erwachsenenbereich. So absolvierte er für den HK Brezno in der 1. Liga, der zweithöchsten Liga im slowakischen Eishockey, zwölf Spiele. Zudem kam er auch für den tschechischen Verein HC Hronov aus der drittklassigen tschechischen Liga und den slowakischen Erstligisten HC 05 Banská Bystrica zum Einsatz. Sein Debüt in der slowakischen Extraliga gab er dabei am 19. Februar 2023 beim 6:5-Sieg gegen HKM Zvolen.

### International
Nachdem er bereits für die slowakische U20-Nationalmannschaft an der U20-Weltmeisterschaft 2022 teilgenommen hatte und dort nicht zum Einsatz gekommen war, absolvierte er bei der Weltmeisterschaft ein Jahr später sein erstes WM-Spiel gegen Finnland. Mit der slowakischen Studentenauswahl gewann er bei den Winter World University Games 2025 in Turin die Silbermedaille.